# کلاته کاظمی
کلاته کاظمی یک منطقهٔ مسکونی در ایران است که در دهستان شوسف واقع شده‌است. کلاته کاظمی ۶۹ نفر جمعیت دارد.